# Andikeros
Andikeros (griechisch Αντίκερος [anˈdikʲɛrɔs] (f. sg.)), in Unterscheidung zu der Schwesterinsel Drima (Kato Andikeri) auch Ano Andikeri (Άνω Αντικέρι (f. sg.) ‚Ober-Andikeros‘) ist eine unbewohnte griechische Insel in der Ägäis, die zu den Kleinen Kykladen gehört und mit der westlichen Nachbarinsel die Inselgruppe Andikeria (Αντικέρια (n. pl.)) bildet. Andikeros wird von der Gemeinde Amorgos in der Region Südliche Ägäis (Περιφέρεια Νότιου Αιγαίου) verwaltet. 
Die spärlich bewachsene Insel liegt 3,5 km südlich von Keros und 8 km nordwestlich von Amorgos. Das nur durch eine 200 m breite und 4 m tiefe Meerenge von der Nachbarinsel Drima getrennte flache Eiland wird heute nur noch als Weide für halbwilde Ziegen genutzt. Zu erreichen ist die an Stränden arme Insel nur mit Kaíki-Booten von der Insel Pano Koufonisi aus.

## Naturschutz
Andikeros ist Teil des Natura 2000 Gebiets GR4220013 Mikres Kyklades: Irakleia, Schinoussa, Koufonisia, Keros, Antikeri kai thalassia zoni (Μικρές Κυκλάδες: από Κέρο μέχρι Ηράκλεια, Σχοινούσσα, Κουφονήσια, Κέρος, Αντικέρι και θαλάσσια ζώνη).